# Totum pro parte
Totum pro parte је латински израз који у преводу значи „цело за део“; односи се на врсту синегдохе. Када се користи у контексту језика, значи да је нешто именовано по нечему чији је само део (или само ограничена карактеристика, а само по себи не представља нужно целину). Pars pro toto (што значи да се део користи да опише целину) има значење супротно од totum pro parte.

## У географији
Неки географски појмови се уобичајено користе да означе и мање делове одређене територије него што би строго било исправно. Следи неколико примера:
- „Америка“ за Сједињене Државе
- „Микронезија“ за Савезне Државе Микронезије
- „Кореја“ за Јужну Кореју
- Током Хладног рата, „Немачка“ се често односило на Западну Немачку.
- „Алстер“ за Северну Ирску
- „Конго“ за Републику Конго.

## Други примери
Глагол „пити“ се често користи на овај начин. Зависно од контекста, може да се односи на стандардну дефиницију „конзумирати течност“ (на пример: „Жедан сам, шта има да се попије?“), или на ужу, ограничену дефиницију „конзумирати алкохолна пића“ (на пример: „У задње време превише пије.“).